# Gebrian versus
Gebrian versus je publicistický pořad internetové televize o architektuře, urbanismu a veřejném prostoru. Volná série je založená na osobě architekta Adam Gebrian a jeho kritických komentářích k veřejným stavbám, veřejným prostorům či jejich prvkům zpravidla v městském prostředí. Režisérem pořadu byl od počátku Martin Krušina a za kamerou stál Janek Rubeš, později proslavený vlastním pořadem Honest Guide.

## Výroba
První díl Gebrian vs. Metro byl 9. září 2012 publikován na serveru Stream.cz. Větší zájem však vzbudil až druhý díl nazvaný Gebrian vs. Květináče. Jeho tématem byly obří betonové truhlíky, které Praha 5 umístila do veřejných prostranství se záměrem výsadby stromů. Nevzhledné květináče vyvolaly protesty občanů, staly se i terčem recesistů a městská část byla pokutována památkáři za jejich umístění v památkové zóně. K tématu kontroverzních květináčů se tvůrci vrátili znovu o dva měsíce později v 11. dílu nazvaném „Gebrian vs. Květináče podruhé“ a ještě jednou téměř po třech letech v 3. dílu druhé řady „Květináče potřetí“. Také v ostatních epizodách první, 52dílné řady pořadu zprvu figurovaly pražské lokality, k nimž postupně přibývala další města České republiky, která v druhé půli nad Prahou převážila.
Pořad měl nakonec 5 sérií. Poté Adam Gebrian ukončil, stejně jako další tvůrci, spolupráci s internetovou televizí Stream. Následně ohlásil návrat svého pořadu na platformě MALL.TV, kde připravuje pořady Překvapivé stavby a Gebrian:PLUS/MINUS.

## Seznam sérií

### 1. řada
V první řadě se Adam Gebrian věnoval zejména Praze a dalším městům. První epizoda, Gebrian vs. Metro, byla odvysílána 9. září 2012. Poslední epizoda byla odvysílána 25. října 2013 dílem „Gebrian vs. Česká televize“.

### 2. řada
Druhá řada odstartovala až po téměř dvou letech dílem Metro Mnichov 11. června 2015. V této sérii se Gebrian kromě veřejného prostoru Prahy (Královská cesta, Veletržní palác, Pražské metro) věnoval i dalším městům (Jihlava, Líbeznice, Špindlerův Mlýn, Vrchlabí a další...). Série skončila 28. 1. 2016 epizodou Náměstí Jana Palacha.

### Gebrian & domy
Třetí řada se jmenovala Gebrian vs. domy. Byla sponzorována Hypoteční bankou a specializovala se na rodinné domy a bydlení. Epizod bylo 8 a byly vysílány od března do května 2016.

### Gebrian vs. svět
V této sérii Gebrian cestoval po světě a komentoval stavby např. v Dubai, New Yorku, Tbilisi nebo Londýně. Byla vysílána od 1. července 2016 do 7. září 2017 a měla 56 epizod.

### 5. řada
5. řada odstartovala 6. září 2017 dílem Gebrian vs. Čapí hnízdo, který trval pouze 56 sekund a Gebrian v něm odsoudil komunikaci ze strany majitelů Čapího hnízda. Tento díl však sloužil pouze jako pozvánka na 5. řadu, která nakonec začala 22. září. Měla 30 epizod.